# Ravašnica
Ravašnica är en ås i Bosnien och Hercegovina.   Den ligger i entiteten Federationen Bosnien och Hercegovina, i den centrala delen av landet, 80 km väster om huvudstaden Sarajevo.
I omgivningarna runt Ravašnica växer i huvudsak blandskog. Runt Ravašnica är det ganska tätbefolkat, med 93 invånare per kvadratkilometer.